# 雲林縣公共自行車租賃系統

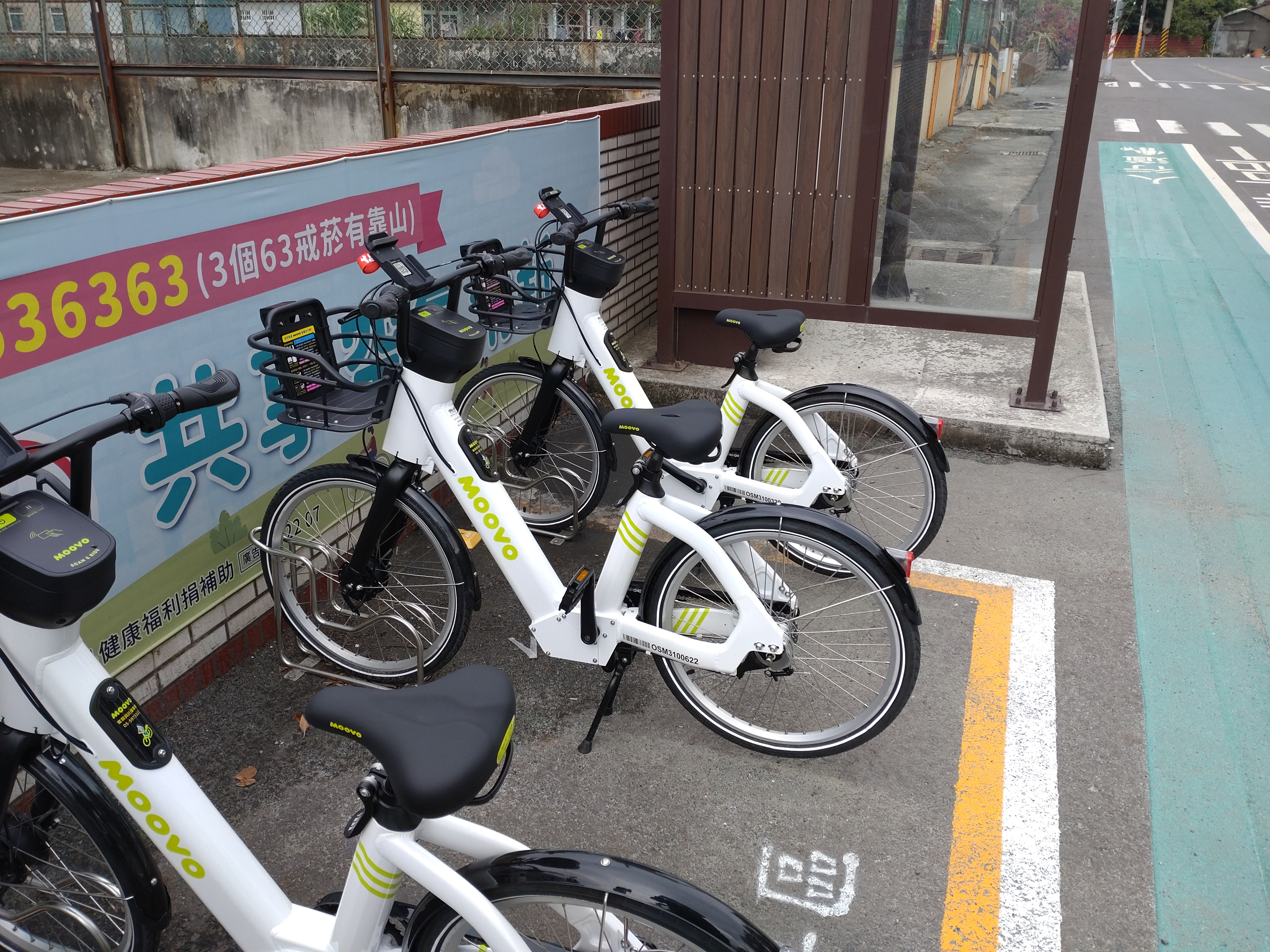
位於虎尾鎮的站點

雲林縣公共自行車租賃系統是臺灣雲林縣的公共自行車租賃系統，由雲林縣政府工務處負責提案，MOOVO（運點科技）負責建置和營運，將是全臺第二座使用MOOVO系統的縣市，初期於斗六市、斗南鎮、虎尾鎮、西螺鎮優先設置站點，於2023年8月3日於斗六市試辦，2024年2月7日正式營運。

## 歷史
- 2023年8月3日 中午12:00起於斗六市試營運，共啟用20個站點。

## 租賃方式
- 採用無人管理自助式服務，可甲地租乙地還，各站皆可使用儲值卡(悠遊卡、一卡通、icash)、Moovo官方App（需綁定信用卡）進行靠卡或掃碼租賃。
- Moovo採用累進費率，2023年8月3日試營運期間至2023年12月31日前30分鐘10元（雲林縣政府補助10元）。智慧自行車：每30分鐘10元、電動輔助自行車：每30分鐘20元。

- 額外調度服務費：
  - 還車於營運範圍內，但未在MOOVO停車P點還車，收取調度服務費新台幣300元。
  - 還車於營運範圍外，將收取調度服務費新台幣900元

## 租賃站分布
MOOVO系統截至2025年7月21日，共設置201個站點（斗六市80個、虎尾鎮53個、斗南鎮7個、西螺鎮10個、古坑鄉1個、北港鎮23個、口湖鄉9個、水林鄉8個、土庫鎮10個）。

## 外部連結
- Moovo官網 （页面存档备份，存于）
- 雲林縣政府工務處 （页面存档备份，存于）
- Moovo的Facebook專頁
- 雲林縣政府交通工務局的Facebook專頁